# ISO 3166-2:FK
ISO 3166-2:FK
この記事は、ISOの3166-2規格のうち、FKで始まるフォークランド諸島の行政区分コードの一覧である。ただし、フォークランド諸島には行政区分がないため、今のところコードの割り当てはない。
最初のFKはISO 3166-1によるフォークランド諸島の国名コードである。